# Nomeny
Nomeny [nɔmni] ist eine französische Gemeinde mit 1139 Einwohnern (Stand 1. Januar 2022) im Département Meurthe-et-Moselle in der Region Grand Est (bis 2015 Lothringen).

## Lage
Nomeny liegt zwischen Metz und Nancy, etwa 15 Kilometer östlich von Pont-à-Mousson, am Ufer der Seille.

## Geschichte
Erstmals 609 urkundlich erwähnt, gehörte Nomeny lange Zeit den Bischöfen von Metz, die zeitweise dort residierten. Die Bischöfe befestigten den Ort mit Mauern und Türmen und wohnten in einem Schloss.
Im Jahr 1548 geriet Nomeny in den Besitz von Nicolas de Lorraine, duc de Mercœur. Zwei einflussreiche Kinder dieses Nicolas wurden in Nomeny geboren:
- 1553 Louise, die durch ihre Heirat mit Heinrich III. französische Königin wurde.
- 1558 Philippe-Emmanuel, Herzog von Mercœur und Penthièvre, Pair von Frankreich, Gouverneur der Bretagne, Markgraf (Marquis) von Nomeny, Heerführer während der Hugenottenkriege.

Françoise de Lorraine-Mercœur, Tochter Philippe-Emmanuels, verkaufte 1612 die Markgrafschaft von Nomeny an ihren Vetter, Herzog Heinrich II. von Lothringen. Die Witwe Heinrichs II., Herzogin Margarita Gonzaga, lebte 1624–1629 in Nomeny.
1632 litt Nomeny stark unter der Pest und den Unruhen des Dreißigjährigen Krieges. Richelieu ließ die Türme der Stadtmauern einreißen. Vierzig Jahre später befahl Ludwig XIV. die Schleifung der Festungsanlagen und des Schlosses von Nomeny.
1766 wurde der Ort – wie das gesamte Herzogtum Lothringen – französisch. Ab 1790 gehörte Nomeny zum Département Meurthe, ab 1871 zum Département Meurthe-et-Moselle.
Am 20. August 1914, zu Beginn des Ersten Weltkriegs, zerstörten deutsche Truppen große Teile von Nomeny.

### Bevölkerungsentwicklung
| Jahr      | 1962 | 1968 | 1975 | 1982 | 1990 | 1999 | 2007 | 2019 |
| --------- | ---- | ---- | ---- | ---- | ---- | ---- | ---- | ---- |
| Einwohner | 924  | 944  | 917  | 1005 | 1069 | 1082 | 1135 | 1150 |

## Sehenswürdigkeiten

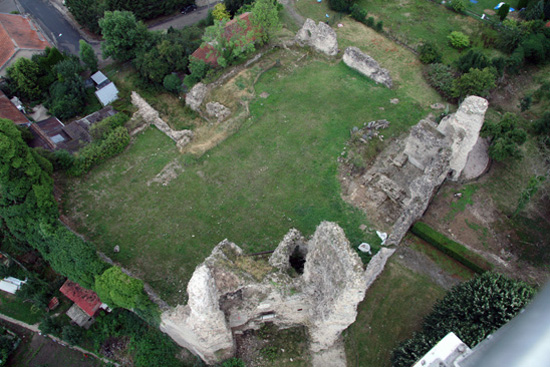
Reste der Burg Nomeny

- gotische Kirche Saint-Étienne mit beachtenswerten Skulpturen (u. a. eine Grablegungsgruppe mit 10 Figuren) und Fenstern, Monument historique[1]
- Ruinen der Burg Nomeny, Monument historique[2]

## Rundfunksender
Südlich von Nomeny befindet sich ein Mittelwellensender des französischen Rundfunks, der auf 837 kHz mit 300 kW-Sendeleistung betrieben wird. Als Sendeantenne werden zwei gegen Erde isolierte 160 Meter hohe Stahlfachwerkmasten benutzt.

## Persönlichkeiten
- Louise de Lorraine-Vaudémont (1553–1601), Ehefrau des französischen Königs Heinrich III., im Schloss von Nomeny geboren.
- Philippe-Emmanuel de Lorraine (1558–1602), Bruder der Königin Louise, im Schloss von Nomeny geboren.
- Marguerite de Lorraine, Schwester der Vorgenannten, geboren 1564, verheiratet mit Anne de Batarnay de Joyeuse (1581), später mit François de Luxembourg, Herzog von Piney-Luxembourg (1599).
- Jean-François Tapray, Organist und Komponist, geboren 1738 in Nomeny, gestorben nach 1800.
- Alexandre-Anne Jardot, Militär und Schriftsteller, Offizier der Ehrenlegion (1851), geboren in Nomeny am 15. Juni 1804, gestorben in Paris am 24. Januar 1890.